# Alçay-Alçabéhéty-Sunharette
Alçay-Alçabéhéty-Sunharette är en kommun i departementet Pyrénées-Atlantiques i regionen Nouvelle-Aquitaine i sydvästra Frankrike. Kommunen ligger i kantonen Tardets-Sorholus som tillhör arrondissementet Oloron-Sainte-Marie. År 2022 hade Alçay-Alçabéhéty-Sunharette 207 invånare.

## Befolkningsutveckling
Antalet invånare i kommunen Alçay-Alçabéhéty-Sunharette
| Referens: INSEE |